# IWA世界ジュニアヘビー級王座
IWA世界ジュニアヘビー級王座（アイ・ダブリュー・エー・せかいジュニアヘビーきゅうおうざ）は、I.W.A.JAPANが管理、認定していた王座。

## 歴史
2002年8月3日、I.W.A.JAPAN札幌テイセンホール大会で行われた初代王座決定3WAYマッチに勝利した茂木正淑が初代王者になった。
2013年5月、王者の河童小僧が返上。9月22日、さくらえみが自身の保持しているAWF世界女子王座、王座決定戦の目処が立たず空位の状態が続いていたIWA世界ヘビー級王座とIWA世界ジュニアヘビー級王座による王座統一戦をすることを発表。11月16日、I.W.A.JAPAN新宿FACE大会で王座統一戦が行われて勝利した、さくらがIWA三冠統一王者になった。以降は体重と性別を問わない3つの王座を用いてタイトルマッチが行われている。

## 歴代王者
| 歴代   | 選手                 | 戴冠回数 | 防衛回数 | 獲得日付       | 獲得場所 （対戦相手・その他）                                     |
| ------ | -------------------- | -------- | -------- | -------------- | ----------------------------------------------------------------- |
| 初代   | 茂木正淑             | 1        | 1        | 2002年8月3日   | 札幌テイセンホール 上野幸秀、ザ・グレート・タケルによる3WAYマッチ |
| 第2代  | ザ・グレート・タケル | 1        | 2        | 2002年10月1日  | 国立代々木競技場第二体育館                                        |
| 第3代  | 河童小僧             | 1        | 0        | 2003年5月1日   | 米沢市営体育館                                                    |
| 第4代  | 上野幸秀             | 1        | 2        | 2003年9月29日  | 後楽園ホール                                                      |
| 第5代  | トミー・ロジャース   | 1        | 0        | 2004年3月16日  | 八王子市民会館 2006年空位                                         |
| 第6代  | ウルトラセブン       | 1        | 3        | 2007年8月26日  | ディファ有明 6人によるバトルロイヤル                              |
| 第7代  | ザ・グレート・タケル | 2        | 5        | 2008年5月25日  | 新宿FACE                                                          |
| 第8代  | 小部卓真             | 1        | 0        | 2009年12月5日  | 新宿FACE                                                          |
| 第9代  | 末吉利啓             | 1        | 1        | 2010年3月14日  | 新宿FACE 2012年9月28日返上                                        |
| 第10代 | 河童小僧             | 2        | 0        | 2012年9月30日  | 新宿FACE 平柳玄藩 2013年5月返上                                   |
| 第11代 | さくらえみ           | 1        | 0        | 2013年11月16日 | 新宿FACE 2013年11月16日にIWA三冠統一王座となる                    |